# كرايغ فرير
كرايغ فرير (بالإنجليزية: Craig Freer)‏ هو لاعب دوري الرغبي أسترالي، ولد في 21 يناير 1975.